# Liste der Baudenkmäler in Bockhorn (Oberbayern)

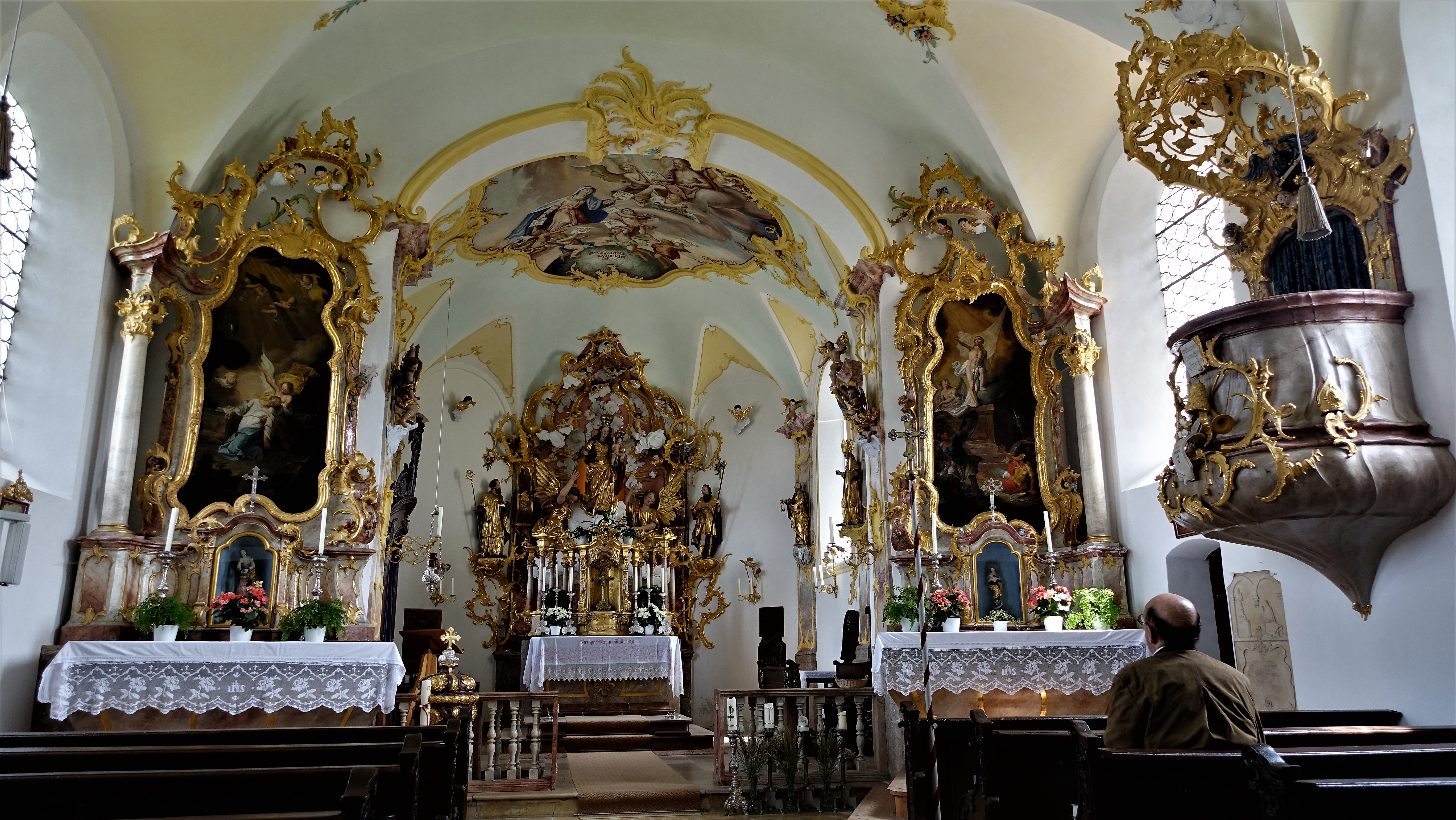
Innenraum von Mariä Himmelfahrt in Eschlbach

Auf dieser Seite sind die Baudenkmäler in der oberbayerischen Gemeinde Bockhorn zusammengestellt. Diese Tabelle ist eine Teilliste der Liste der Baudenkmäler in Bayern. Grundlage ist die Bayerische Denkmalliste, die auf Basis des Bayerischen Denkmalschutzgesetzes vom 1. Oktober 1973 erstmals erstellt wurde und seither durch das Bayerische Landesamt für Denkmalpflege geführt wird. Die folgenden Angaben ersetzen nicht die rechtsverbindliche Auskunft der Denkmalschutzbehörde.

## Baudenkmäler nach Gemeindeteilen

### Bockhorn
| Lage                           | Objekt                                     | Beschreibung | Akten-Nr.             | Bild                                 |
| ------------------------------ | ------------------------------------------ | --- | --------------------- | ------------------------------------ |
| Obere Hauptstraße 2 (Standort) | Ehemalige Gemeindekanzlei und Schule       | zweigeschossiger Walmdachbau mit Putzmalerei, bezeichnet 1836 | D-1-77-113-2 Wikidata | Ehemalige Gemeindekanzlei und Schule |
| Pfarrgasse 1 (Standort)        | Ehemaliger Pfarrhof                        | Pfarrhaus, zweigeschossiger schlossartiger Barockbau mit Mansard-Walmdach, von Johann Baptist Lethner, bezeichnet 1775; Ökonomie, zweigeschossiger Satteldachbau mit Gesimsgliederung, Mitte 19. Jahrhundert, und angeschlossenem Torbogen | D-1-77-113-3 Wikidata | weitere Bilder                       |
| Untere Hauptstraße (Standort)  | Katholische Pfarrkirche Mariae Heimsuchung | spätbarocker Saalbau mit eingezogenem halbrundem Chor und Spindelhelm, von Anton Kogler, 1712 ff., Turmoberbau von Johann Baptist Lethner; mit Ausstattung                                                                                 | D-1-77-113-1 Wikidata | weitere Bilder                       |

### Emling
| Lage                 | Objekt     | Beschreibung                                                    | Akten-Nr.             | Bild           |
| -------------------- | ---------- | --------------------------------------------------------------- | --------------------- | -------------- |
| Emling 22 (Standort) | Hofkapelle | neuromanischer Bau mit Dachreiter, erbaut 1897; mit Ausstattung | D-1-77-113-5 Wikidata | weitere Bilder |

### Eschlbach
| Lage                       | Objekt                                | Beschreibung | Akten-Nr.             | Bild                                  |
| -------------------------- | ------------------------------------- | --- | --------------------- | ------------------------------------- |
| Eschlbach 1 (Standort)     | Ehemaliges Pfarrhaus eines Pfarrhofes | zweigeschossiger Massivbau mit Schopfwalmdach, im Kern 1726; mit Ausstattung                                                                | D-1-77-113-8 Wikidata | Ehemaliges Pfarrhaus eines Pfarrhofes |
| Eschlbach 3 (Standort)     | Bundwerkstadel eines Dreiseithofes    | eingeschossiger Satteldachbau mit 2 Quertennen, Ende 18. Jahrhundert                                                                        | D-1-77-113-9 Wikidata | Bundwerkstadel eines Dreiseithofes    |
| Eschlbach 7 1/2 (Standort) | Katholische Pfarrkirche Mariä Geburt  | barocke Saalkirche mit eingezogenem Chor und Zwiebelturm, im Kern spätgotisch, wesentlicher Umbau von Hans Kogler, 1679/80; mit Ausstattung | D-1-77-113-7 Wikidata | weitere Bilder                        |

### Grünbach
| Lage                                                    | Objekt                               | Beschreibung                                                                                     | Akten-Nr.              | Bild                                |
| ------------------------------------------------------- | ------------------------------------ | ------------------------------------------------------------------------------------------------ | ---------------------- | ----------------------------------- |
| Graf-Seinsheim-Straße 21, 23 (Standort)                 | Ehemaliges Hofmarksschloss           | ein- und zweigeschossiger Vierflügelbau mit Walmdach im Stil des Biedermeier, 1794 und 1847.     | D-1-77-113-11 Wikidata | weitere Bilder                      |
| Schulweg (Standort)                                     | Katholische Filialkirche St. Andreas | barocker Saalbau mit Gruftkirche und Zwiebelturm, wohl von Anton Kogler ab 1688, mit Ausstattung | D-1-77-113-10 Wikidata | weitere Bilder                      |
| Nähe B 388 (nahe dem westlichen Ortsausgang) (Standort) | Bildstock, sog. Seinsheim-Bildstock  | neuromanisch, 1862                                                                               | D-1-77-113-29          | Bildstock, sog. Seinsheim-Bildstock |

### Haselbach
| Lage                        | Objekt                                           | Beschreibung | Akten-Nr.              | Bild           |
| --------------------------- | ------------------------------------------------ | --- | ---------------------- | -------------- |
| Haselbach 20 1/2 (Standort) | Katholische Filialkirche St. Johannes der Täufer | kleiner romanischer Bau mit Dachreiter und Zwiebelhaube, um 1200, Gewölbe 2. Hälfte 17. Jahrhundert; mit Ausstattung | D-1-77-113-12 Wikidata | weitere Bilder |

### Hecken
| Lage                  | Objekt                                 | Beschreibung                                                                             | Akten-Nr.              | Bild                 |
| --------------------- | -------------------------------------- | ---------------------------------------------------------------------------------------- | ---------------------- | -------------------- |
| Hecken 1 a (Standort) | Gemauerter Bildstock                   | mit Renaissance-Relief von 1626, gestiftet 1818                                          | D-1-77-113-14 Wikidata | Gemauerter Bildstock |
| Hecken 3 (Standort)   | Katholische Filialkirche St. Margareth | barocker Saalbau mit Doppelzwiebelturm von Johann Baptist Lethner, 1754; mit Ausstattung | D-1-77-113-13 Wikidata | weitere Bilder       |

### Kirchasch
| Lage                     | Objekt                              | Beschreibung | Akten-Nr.              | Bild           |
| ------------------------ | ----------------------------------- | --- | ---------------------- | -------------- |
| Dorfstraße 14 (Standort) | Katholische Filialkirche St. Martin | Saalbau mit Zwiebelturm, Teile des Seitenschiffs, 14. Jahrhundert, Turm von Johann Baptist Lethner um 1760, sonst Neubau um 1965; mit Ausstattung | D-1-77-113-15 Wikidata | weitere Bilder |

### Maierklopfen
| Lage                       | Objekt                                         | Beschreibung                         | Akten-Nr.              | Bild           |
| -------------------------- | ---------------------------------------------- | ------------------------------------ | ---------------------- | -------------- |
| In Maierklopfen (Standort) | Hofkapelle mit Lourdesgrotte und zwei Türmchen | um 1750 und um 1890; mit Ausstattung | D-1-77-113-17 Wikidata | weitere Bilder |

### Mauggen
| Lage                  | Objekt  | Beschreibung                                                 | Akten-Nr.              | Bild           |
| --------------------- | ------- | ------------------------------------------------------------ | ---------------------- | -------------- |
| In Mauggen (Standort) | Kapelle | kleiner Saalbau mit Dachreiter, erbaut 1904; mit Ausstattung | D-1-77-113-18 Wikidata | weitere Bilder |

### Neukirchen
| Lage                     | Objekt                               | Beschreibung                                                                              | Akten-Nr.              | Bild           |
| ------------------------ | ------------------------------------ | ----------------------------------------------------------------------------------------- | ---------------------- | -------------- |
| In Neukirchen (Standort) | Katholische Filialkirche St. Jakobus | Saalbau mit Zwiebelturm in barocken Formen, von Anton Kogler, um 1720/30; mit Ausstattung | D-1-77-113-19 Wikidata | weitere Bilder |

### Oppolding
| Lage                        | Objekt                                           | Beschreibung                                                                                          | Akten-Nr.              | Bild           |
| --------------------------- | ------------------------------------------------ | --- | ---------------------- | -------------- |
| Oppolding 42 1/2 (Standort) | Katholische Filialkirche St. Johannes der Täufer | Saalbau mit Zwiebelturm, in barockem Stil von Johann Baptist Lethner errichtet, 1764; mit Ausstattung | D-1-77-113-20 Wikidata | weitere Bilder |

### Papferding
| Lage                     | Objekt                                       | Beschreibung                                                                                             | Akten-Nr.              | Bild           |
| ------------------------ | -------------------------------------------- | --- | ---------------------- | -------------- |
| Papferding 23 (Standort) | Katholische Filialkirche Hl. Kreuzauffindung | barocke Saalkirche mit eingezogenem geraden Chor und Zwiebelturm, von Hans Kogler, 1692; mit Ausstattung | D-1-77-113-21 Wikidata | weitere Bilder |

### Riedersheim
| Lage                      | Objekt                  | Beschreibung                                                                                  | Akten-Nr.              | Bild |
| ------------------------- | ----------------------- | --------------------------------------------------------------------------------------------- | ---------------------- | ---- |
| Riedersheim 19 (Standort) | Ehemals Kleinbauernhaus | erdgeschossiger übertünchter Blockbau mit Satteldach und Widerkehr, 1. Hälfte 18. Jahrhundert | D-1-77-113-22 Wikidata | BW   |

### Salmannskirchen
| Lage                          | Objekt                              | Beschreibung | Akten-Nr.              | Bild           |
| ----------------------------- | ----------------------------------- | --- | ---------------------- | -------------- |
| In Salmannskirchen (Standort) | Katholische Filialkirche St. Oswald | Saalkirche mit eingezogenem Chor und Spindelhelm, Chor im Kern spätgotisch, sonst barock von Johann Baptist Lethner, 1751/52; mit Ausstattung | D-1-77-113-23 Wikidata | weitere Bilder |

### Tankham
| Lage                  | Objekt                                      | Beschreibung                                                                                  | Akten-Nr.              | Bild           |
| --------------------- | ------------------------------------------- | --------------------------------------------------------------------------------------------- | ---------------------- | -------------- |
| In Tankham (Standort) | Katholische Filialkirche St. Peter und Paul | kleiner Saalbau mit Zwiebelturm, spätgotischem Chor und romanischem Langhaus; mit Ausstattung | D-1-77-113-24 Wikidata | weitere Bilder |

### Untermailling
| Lage                         | Objekt                      | Beschreibung                                                                                        | Akten-Nr.              | Bild           |
| ---------------------------- | --------------------------- | --------------------------------------------------------------------------------------------------- | ---------------------- | -------------- |
| Untermailling 110 (Standort) | Wohnteil eines Bauernhauses | erdgeschossig mit Schopfwalmdach, profilierten Balkenköpfen und Lichtöffnungen, 18./19. Jahrhundert | D-1-77-113-25 Wikidata | weitere Bilder |

### Unterstrogn
| Lage                                               | Objekt                             | Beschreibung                                                                       | Akten-Nr.              | Bild           |
| -------------------------------------------------- | ---------------------------------- | ---------------------------------------------------------------------------------- | ---------------------- | -------------- |
| In Unterstrogn (Standort)                          | Kapelle, sogenannte Ulrich-Kapelle | mit weit auskragender Traufe, errichtet 1781, erneut geweiht 1868; mit Ausstattung | D-1-77-113-26 Wikidata | weitere Bilder |
| Bockhorner Feld, am Weg nach Oberstrogn (Standort) | Feldkapelle                        | erbaut 1781; mit Ausstattung                                                       | D-1-77-113-27 Wikidata | Feldkapelle    |

## Ehemalige Baudenkmäler
In diesem Abschnitt sind Objekte aufgeführt, die früher einmal in der Denkmalliste eingetragen waren, jetzt aber nicht mehr. Objekte, die in anderem Zusammenhang also z. B. als Teil eines Baudenkmals weiter eingetragen sind, sollen hier nicht aufgeführt werden. Aktennummern in diesem Abschnitt sind ehemalige, jetzt nicht mehr gültige Aktennummern.

| Lage                                 | Objekt                             | Beschreibung                                                             | Akten-Nr.              | Bild |
| ------------------------------------ | ---------------------------------- | ------------------------------------------------------------------------ | ---------------------- | ---- |
| Englpolding Englpolding 9 (Standort) | Bundwerkstadel eines Vierseithofes | eingeschossiger Satteldachbau mit Kniestock, bezeichnet 1838             | D-1-77-113-6 Wikidata  | BW   |
| Köhl Köhl 1 (Standort)               | Parallelhof                        | zweigeschossiges Wohnstallhaus mit Satteldach, 2. Hälfte 18. Jahrhundert | D-1-77-113-16 Wikidata | BW   |

## Abgegangene Baudenkmäler
In diesem Abschnitt sind Objekte aufgeführt, die früher einmal in der Denkmalliste eingetragen waren, jetzt aber nicht mehr existieren, z. B. weil sie abgebrochen wurden. Aktennummern in diesem Abschnitt sind ehemalige, jetzt nicht mehr gültige Aktennummern.

| Lage                            | Objekt                            | Beschreibung | Akten-Nr.             | Bild |
| ------------------------------- | --------------------------------- | --- | --------------------- | ---- |
| Deimling Deimling 21 (Standort) | Wohnstallhaus eines Parallelhofes | langgestreckter eingeschossiger Steilsatteldachbau mit Stichbogenfenstern und gewölbtem Hausgang, bezeichnet 1876. Stand November 2014: Das Gebäude wurde abgerissen und durch eine Halle ersetzt. | D-1-77-113-4 Wikidata | BW   |